# Mgła (powieść Lisy McMann)
Mgła (ang. Fade) – druga książka z trylogii dla młodzieży napisanej przez Lisy McMann, wydana w Polsce 20 sierpnia 2009 roku. 